# Baba ganousch
Le baba ganousch ou baba ghanouge (en arabe : بابا غنوج, bābā ghannūj ; en arménien : մութապալ ; littéralement moutabal), appelé aussi au Liban moutabbal (prononcé « mtabbal » ; l'emploi de ce terme est souvent lié à l'ajout de yaourt), est une purée d'aubergine.
Ce plat est à base d'aubergine (préalablement grillée), préparée en mousse, mélangée à du tahini (crème de sésame) et aux classiques ail, citron, huile d'olive, qui sont les ingrédients de base de la cuisine du Moyen-Orient.

## Préparation
Enlever la queue de l’aubergine, la piquer à la fourchette, la couper en deux puis la disposer dans un plat à four. Éplucher l'ail puis le piler, casser les noix puis les piler, découper la grenade et l'égrener, couper les pains en 4 avec les ciseaux et les empiler. Une fois les aubergines sorties du four, les passer à l’eau froide, les éplucher et les écraser au pilon puis les mélanger avec l'ail, le sel et la tahina dans un grand saladier jusqu'à obtenir une pâte onctueuse.